# Laibin
Laibin (chiń. 来宾; pinyin Láibīn) – miasto o statusie prefektury miejskiej w południowych Chinach, w regionie autonomicznym Kuangsi. W 2010 roku liczba mieszkańców miasta wynosiła 59 201. Prefektura miejska w 2017 roku liczyła 2 681 100 mieszkańców.
Laibin jest miastem na poziomie prefektury założonym w rejonie Liuzhou, dnia 28 grudnia 2002 roku

## Gospodarka
Laibin leży w regionie o wielowiekowej tradycji, bogatej historii i różnorodności kulturowej. Samo miasto jest jednak młode, ale rozwija się bardzo dynamicznie. Laibin stanowi prężny ośrodek przemysłowy obejmujący ponad 600 branż, wśród których do największych należą przetwórnie trzciny cukrowej, elektrownie, fabryki materiałów budowlanych, przemysł górniczy i przemysł związany z medycyną chińską. Laibin to także ważny węzeł komunikacyjny obejmujący regionalne i krajowe autostrady, linie kolejowe i drogi wodne wzdłuż rzeki Hongshui.